# Municipio de Ixtacomitán
El municipio de Ixtacomitán es uno de los 124 municipios que conforman al estado mexicano de Chiapas. Se ubica al norte de la entidad, en los límites de las montañas del Norte y parte de la Planicie Costera del Golfo, siendo montañoso en su mayor parte. Limita al norte y oeste con Pichucalco, al este con Solosuchiapa, Ixtapangajoya y al sur con Chapultenango.

## Toponimia
Los zoques solían nombrarlo Phobackhy (phobo=blanco, phack=hueso); por eso es llamado, lugar donde abundan los huesos blancos, paralelamente también se ha encontrado su significado en Nahuatl (abundancia de fiebres)

## Geografía física

### Orografía
La mitad del municipio está formado por terrenos accidentados y el restante son lomeríos y terrenos planos.

### Hidrografía
El río Blanco, río Grande y varias corrientes de agua. 
|                   | Norte: Pichucalco  |                                   |
| Oeste: Pichucalco |                    | Este: Solosuchiapa, Ixtapangajoya |

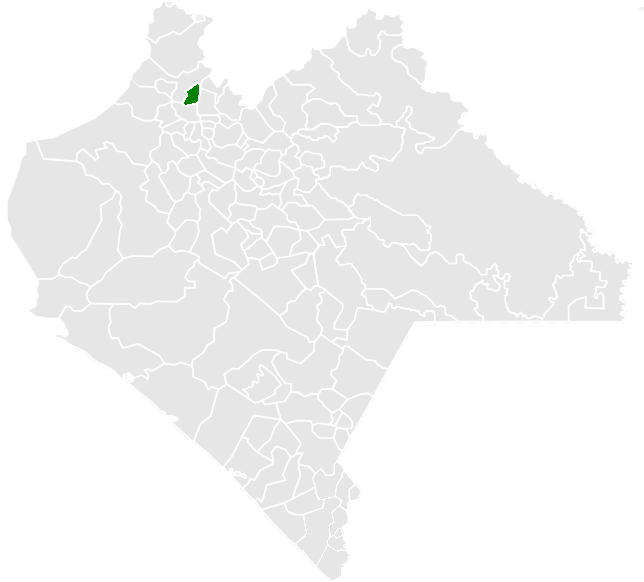
Municipio de Ixtacomitán - Chiapas

|                   | Sur: Chapultenango |                                   |

## Clima
Es cálido húmedo con lluvias todo el año y una precipitación pluvial de 3,500 milímetros anuales.

### Vegetación
Selva alta. 

### Fauna
Venado, jabalí, tepescuintle, armadillo, zorro, conejo, pijuy, zanate y gavilán.

### Geomorfología
El municipio está constituido geológicamente por terrenos mesozoicos y terciario paleoceno, los tipos de suelo predominantes son: acrisol y luvisol, es principalmente pecuario, selva y bosque. Corresponde el 32 % a terrenos ejidales y 68 % a propiedad privada.

### Monumentos históricos
El templo de la Santísima Trinidad, construido a principios del siglo XVII.

### Tradiciones
Las celebraciones más importantes son: La Santísima Trinidad y tradicionalmente se celebran la Semana Santa, día de la Santa Cruz, el día de Muertos, día de la Virgen de Guadalupe, la Navidad y el Año Nuevo.

### Artesanías
Muebles de madera, talabartería, cerámica, bordados y tejidos.

### Gastronomía
Costillas ahumadas (carne chinameca), tamales de guajolote, poasan, gallina y cerdo.

### Centros turísticos
El río Grande, río Blanco, cascadas El Charro, Ruinas de la Antigua Iglesia del Viejo Ixtacomitan y Cuevas del Encanto.

## Historia
Durante la época colonial fue un poblado de cierta importancia; un censo de 1778, indica que residían 410 indígenas, 88 negros y 33 blancos. El 27 de julio de 1829 se le concedió al entonces pueblo de Ixtacomitán el rango de villa; en 1835 dejó de ser cabecera departamental ocupando su lugar Pichucalco. En abril de 1896 se inauguró la línea telefónica que comunicó a Ixtacomitán con Pichucalco. Durante los años de 1922 y 1923 se realizaron las dotaciones ejidales entre la población zoque de la Región, dando a Ixtacomitán su fisonomía actual.

## Demografía
De acuerdo a los resultados del Censo de Población y Vivienda de 2020 realizado por el Instituto Nacional de Estadística y Geografía, la población total del municipio es de 10 961 habitantes, lo que representa un crecimiento promedio de 0.76% anual en el período 2010-2020 sobre la base de los 10 176 habitantes registrados en el censo anterior. Al año 2020 la densidad del municipio era de 87,51 hab/km².
| Gráfica de evolución demográfica de Municipio de Ixtacomitán entre 2000 y 2020 |
|                                                                                |
| Fuente: Instituto Nacional de Estadística Geografía e Informática              |

El 49.4% de los habitantes eran hombres y el 50.6% eran mujeres. El 89.8% de los habitantes mayores de 15 años (6683 personas) estaba alfabetizado. La población indígena sumaba 3608 personas.
En el año 2010 estaba clasificado como un municipio de grado alto de vulnerabilidad social, con el 35.02% de su población en estado de pobreza extrema. Según los datos obtenidos en el censo de 2020, la situación de pobreza extrema afectaba al 16.2% de la población (2045 personas).

### Localidades
En el censo de 2020 el municipio de Copainalá contaba con 59 localidades.
| Código INEGI      | Localidad         | Población (2020) |
| ----------------- | ----------------- | ---------------- |
| 070430001         | Ixtacomitán       | 5 309            |
| Otras localidades | Otras localidades | 5 652            |
| Total municipal   | Total municipal   | 10 961           |